# 約尼什凱利斯
約尼什凱利斯是立陶宛的城市，位於帕斯瓦利斯以西17公里，由帕內韋日斯縣負責管轄，始建於1606年，海拔高度85米，面積2.36平方公里，2012年人口2,356。